# Tapio (Kalevala)
Tapio är en gud i finsk mytologi och han har ibland kallats för skogens kung.  I Karelen kallas Tapio också för Hiisi.
I Finlands äldre religioner finns det många naturgudar, som förklarar hur naturen fungerar. Det finns många andra skogsgudar, men Tapio är kändast av dem. Han regerar skogen och djuren. Människorna bad ofta till honom eller hans familj när de jagade. 
Tapios fru heter Mielikki, hans döttrar Tellervo, Tyytikki och Tuulikki, och hans son Nyyrikki. Hans familjemedlemmar är också mindre skogsgudar. 
Tapio och hans dotter Tellervo och  sonen Nyyrikki nämns i Kalevala.
Enligt vissa berättelser var Tapios skägg av trä och ögonen var som två bottenlösa sjöar.[källa behövs]